# Art Torres
Arthur A. Torres (sinh ngày 24 tháng 9 năm 1946) là một cựu thượng nghị sĩ bang thuộc Đảng Dân chủ Hoa Kỳ. Ông là Phó Chủ tịch Ủy ban Giám sát Công dân Độc lập, Ban điều hành của Viện Y học Tái sinh California (CIRM). CIRM, được thành lập vào năm 2005 sau khi Dự luật 71 được thông qua, có nhiệm vụ phân bổ 3 tỷ đô la Mỹ cho các trường đại học và tổ chức nghiên cứu ở California để hỗ trợ và thúc đẩy nghiên cứu tế bào gốc. Ông là một người sống sót sau bệnh ung thư ruột kết và phục vụ trong Hội đồng với tư cách là người bênh vực bệnh nhân.
Torres từng là Chủ tịch Đảng Dân chủ California từ năm 1996 đến năm 2009. Ông là người gốc Latinh đầu tiên trong Đảng Dân chủ California được đề cử vào chức vụ trên toàn tiểu bang khi giành chiến thắng trong cuộc bầu cử sơ bộ của đảng Dân chủ cho vị trí ủy viên bảo hiểm năm 1994. Ông công khai là người đồng tính. Ông là cha của một cậu con trai và con gái.

## Đầu đời và giáo dục
Torres tốt nghiệp Trường Trung học Montebello năm 1964. Ông có bằng Cử nhân tại UC Santa Cruz và bằng Tiến sĩ Luật của Đại học California, Trường Luật Davis (King Hall).  Ông cũng từng là giảng viên John F. Kennedy tại Trường Chính phủ John F. Kennedy của Đại học Harvard.

## Đời tư
Torres trước đây đã kết hôn với Yolonda Nava, một phát thanh viên truyền hình và người dẫn chương trình trò chuyện.
Vào tháng 3 năm 2006, Torres phải phẫu thuật để loại bỏ ung thư khỏi ruột kết. Hoạt động thành công, nhưng nó ngăn cản ông chủ trì Hội nghị Dân chủ Bang California năm 2006 vào cuối tháng Tư. Cựu Thị trưởng San Francisco Willie Lewis Brown, Jr. và Phó Chủ tịch thứ nhất Alexandra Gallardo-Rooker thay Torres làm chủ tịch hội nghị.
Torres công khai là một người đồng tính nam vào năm 2009, gửi lời cảm ơn đến người bạn đời lâu năm Gonzalo Escudero của mình tại một bài phát biểu chia tay Đảng Dân chủ California.